# 奴隷解放宣言
奴隷解放宣言（どれいかいほうせんげん、英: Emancipation Proclamation）は、アメリカ合衆国大統領であったエイブラハム・リンカーンが、南北戦争中である1862年9月に連邦軍の戦っていた南部連合が支配する地域の奴隷たちの解放を命じた宣言をいう。
連邦側から脱退していなかった境界線辺りの奴隷州と、すでに連邦軍に制圧されていた地域はこの宣言の対象外とされた。
この宣言によってすぐ解放された奴隷の数は少なかったが、終戦後、南部連合支配地域が連邦軍の支配下に戻され、アメリカ合衆国憲法修正第13条が承認されたため、奴隷たちの解放は公式に確立された。
この宣言をきっかけとして、合衆国で奴隷解放運動が後に盛んになったのである。

## 議会が南軍兵士の奴隷を解放（1862年7月）
1862年7月に、アメリカ合衆国議会は第2押収法（Second Confiscation Act）を提案し、 リンカーン大統領はそれに調印した。この法律は、連邦に反抗的な南軍兵士が保持する奴隷を解放する、というものであった。以下の文は、その法律の抜粋である。 
つまり、この法律によれば、誰でも連邦側に反抗したら持っている奴隷を解放しなければならない。この法律は、国内の奴隷制を完全に廃止した合衆国憲法第13修正とは違うものだが、議会の「南部連合軍側の奴隷たち全員を解放したい」という意思は、この法律によって明らかなものとなった。同様に、リンカーンの奴隷解放宣言は、彼のそのような意思を国民に明らかにしたものだった。

## どうやって奴隷解放宣言は発布されたか
奴隷解放宣言は、2部に分かれて発布された。
第1部は、1862年9月22日に発布され、その後発布された第2部の概要を説明する予告版であった。第2部は、南北戦争の2年目である1863年1月1日に発布された。
リンカーン大統領はこの宣言で、連邦軍から脱退した州の中で、1863年1月1日の時点で連邦側にまだ戻ってきていない全ての州の奴隷が解放されることを宣言した。この宣言の対象になった10州の名前はこの第2部に記された。
しかし、メリーランド州とデラウェア州（連邦側から脱退しなかったため）、テネシー州（すでに連邦側が制圧）、そしてミズーリ州とケンタッキー州（連邦側に忠誠）のそれぞれの州名は、例外として、意図して解放宣言に記されなかった。
そのほかにも対象から外され免除されたのは、バージニア州から離脱してウェストバージニア州となった48の郡と、いくつかの他のバージニア州の郡、そしてニューオーリンズ市などのルイジアナ州の市や郡であった。1863年1月1日の時点で連邦側に属していた地域は奴隷解放宣言の対象外だったのである。
また、これを遡る1860年に出された予備宣言では、南部諸州が、治安回復に努力するならば奴隷解放の必要はないと明記されている。

## 背景

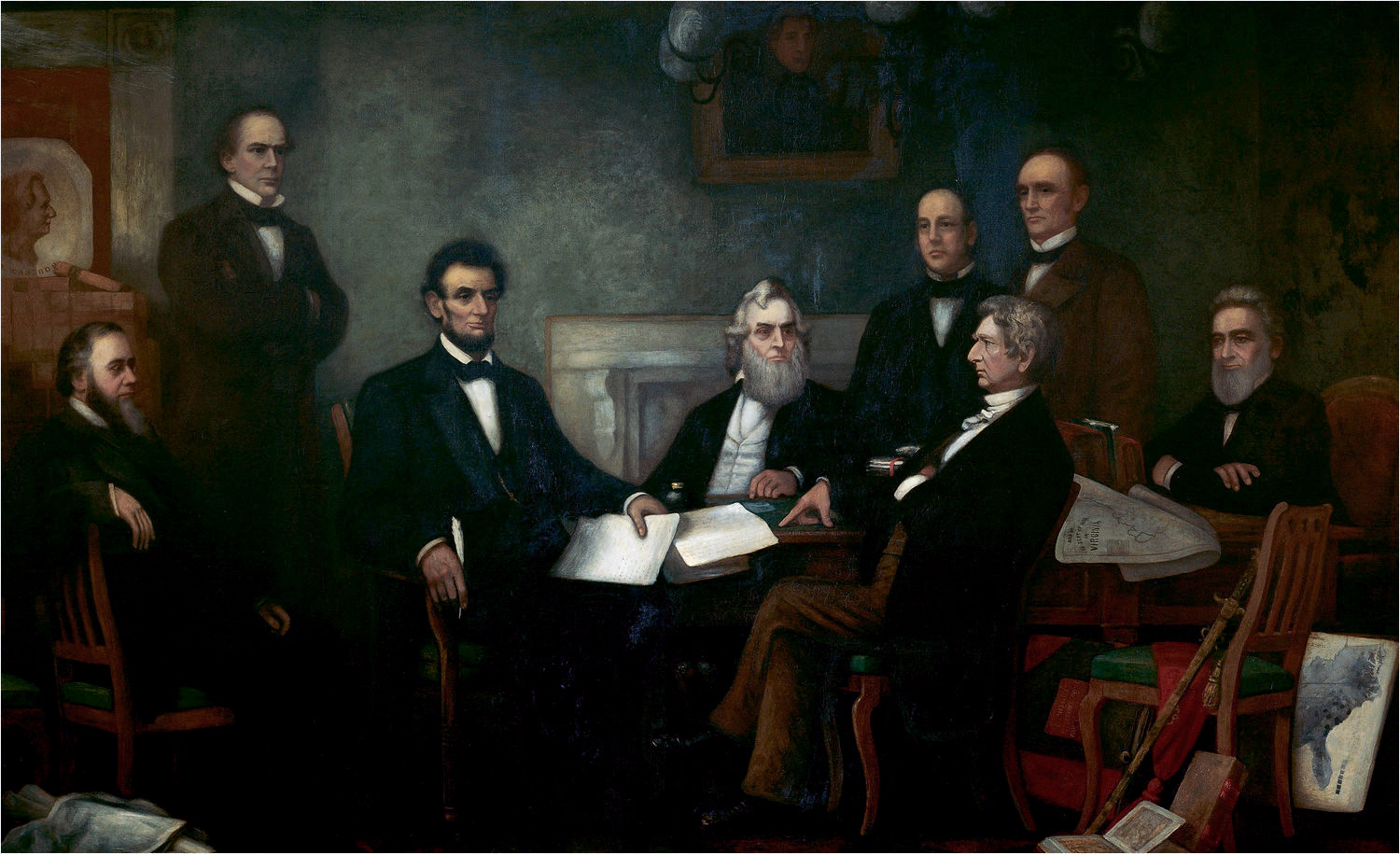
閣僚たちと話し合って宣言の草稿を作るリンカーン大統領。

南北戦争が開戦してからは、多数の奴隷たちが北軍の兵士として、自分たちの自由のために戦った。北軍が戦闘で占領した南軍の奴隷たちをどうするかについては議論がなされた。北軍の将軍たちの中にはその奴隷たちを解放するよう指令をした者もいたが、リンカーン大統領は最初、それを取り下げた。しかし、それまでの合衆国の法律では、北軍が確保した南軍の奴隷たちを、その後南側に明け渡さなければならないことになっていた。奴隷たちを完全に解放する段階でもなかったが、だからと言って南側に彼らを明け渡す訳にもいかなかった。このため、1862年3月13日に、連邦側の政府は、北軍の将軍たちが南軍に奴隷を明け渡すことを禁止した。こうして、1850年の逃亡奴隷法（Fugitive Slave Law）は無効になったのである（逃亡奴隷法は、逃亡中の奴隷を発見したら、かくまわずに主人に明け渡さなければならないとした）。1862年4月10日には、自分の奴隷を解放した者は政府から補助金が受け取れることを議会が宣言。コロンビア特別区の全ての奴隷は、1862年4月16日に解放された。同年6月19日には、連邦国全ての領土で奴隷制が禁止され、1857年の最高裁判所によるドレッド・スコット裁決は無効となった。ドレッド・スコット裁決では、合衆国の領土での奴隷制を規制する権利は議会にはない、という判決が下されていた。 
リンカーン大統領自身も、奴隷制を廃止する法的な権利が自分にないことを明らかにしていた。それに、奴隷制を単純に廃止する訳にもいかなかった。その理由は、北軍の味方の州の中には、まだ奴隷制を容認している州もあった。そういう州は、奴隷制を廃止するために南軍と戦闘をしていたのではなく、連合側を連邦側に引き戻し、合衆国を再び統一するために戦っていたのである。また、この奴隷解放宣言は、議会の提案する法律や憲法修正条項のようなものと言うより、むしろリンカーン大統領の最高司令官という職務においての軍事的な指令であると言われている。さらには、奴隷解放宣言が憲法違反だったという意見もある。本来、軍隊の最高司令官には、軍隊の行動を監督する義務はあるが、新しい規則を制定する権利はない。また、奴隷解放宣言は、解放された元奴隷たちが、連邦軍隊に入ることを許可した。ただし、元奴隷たちの軍隊とその他の軍隊とは分けられていた。これによって、北軍は、新たな200,000人近くの黒人兵士たちを獲得し、南軍との戦いでは、さらに有利になった。
リンカーン大統領は1862年7月に、奴隷解放宣言について閣僚たちと討議していた。しかし、リンカーンは、南軍との戦争に勝ってから、その後にこの宣言を発表したいと思っていた。なぜなら、この宣言によって、連邦側の味方でありながら奴隷制を実施している州が、連邦側を脱退してしまう恐れもあったからだ。そうなれば、北軍が戦力を失い、南軍が戦力を得ることになりかねない。だから、南北戦争最大の決戦アンティータムの戦いで、北軍が、メリーランド州を侵略に来た南軍を倒した後、リンカーンは1862年9月22日に、奴隷解放宣言の予告版を発表したのである。
奴隷解放宣言が奴隷制に瞬時に大きな影響を与えたわけではないが、もともと南部連合軍の領土で後に連邦側が支配した地域では、奴隷制がコントロールされるようになった。境界線の州（デラウェア州、ケンタッキー州、メリーランド州、ミズーリ州、ウェストバージニア州）では、連邦軍に忠誠だったため、宣言の対象外となり、この宣言によって奴隷制が即時に廃止されることはなかった。国務長官ウイリアム・H・セワードは、奴隷解放宣言に関して「私たちの手の届かない地域に、奴隷を解放するよう命令することによって、そして、私たちが奴隷たちを自由にできる地域には彼らを留めておくことによって、私たちは奴隷たちへの思いやりを表します。」と言ってコメントした。メリーランド州、ミズーリ州、テネシー州、そしてウェストバージニア州は、それぞれ自主的に奴隷制を廃止した。その後、1865年に、合衆国憲法の第13修正が承認され、アメリカ合衆国全体で法的に奴隷制が廃止された。リンカーンは奴隷解放宣言を「戦闘に必要な処置」として、議会から与えられた暗黙の権威を活用して発表した。

## 即時の歴史的な影響
奴隷制度への即座な影響は少なかったものの、奴隷解放宣言は、北軍の南北戦争での目標を改め、はっきりさせた。北軍の目標は、もはや単に南軍を連合側に戻すだけでなく、奴隷制度を完全に廃止し「さらに完璧な合衆国」をつくることだった（アメリカ合衆国憲法前文には、憲法の目的が記されており、その中の一つが「完璧な合衆国をつくること」）。
しかし、宣言によって即座に解放された奴隷の数は少なかった。戦争中、主人のもとから逃避し、連邦の境界線内に逃げ込んだ奴隷たちは、連邦側にある専用の収容所に留まることとなった。その後、奴隷解放宣言が発布されたときには、もう彼らは自由だということを告げられ、収容所から解放された。
ジョージア州の海岸の近くに浮かぶシー・アイランドは、戦争開始の直後、連邦軍が占拠した。南軍の白人の兵士たちは後にその島から逃げたが、黒人の兵士たちはそこに残り、自給自足で生活した。奴隷解放宣言が発布されたときには、連邦海軍の将校たちが彼らにそれを読んで聞かせ、彼らがもう自由であることを伝えた。
軍隊の中では、奴隷解放宣言に対する意見が分かれた。納得できないとして反抗する兵隊たちもいた。これによって、軍隊を後にした兵隊たちもいた。その他では、この宣言が発布されたことに感動した兵士たちの中では、「合衆国と自由のために」というモットーを掲げはじめる部隊もあった。
南軍にとっては、奴隷たちは重要な「戦争のエンジン」の一部だった。奴隷たちは、食糧をこしらえたり、兵士たちの制服を縫ったり、線路を修理したり、農場や工場や鉱山で働いたり、防御用の壁を建てたり、病院などで労働したりした。連邦側に吸収されてからは、南部の地域中に、100万部もの奴隷解放宣言のコピーが行き渡り、さらに噂でも解放宣言のことが奴隷たちの間で広まり、その結果、数多くの奴隷たちが主人のもとを後にするきっかけとなった。

## 国際的な影響
奴隷解放宣言によって、海外諸国は、奴隷制を廃止しようという米国の新しい取り組みを賞賛した。これにより、南部連合が、英国やアイルランドなどの海外諸国から「一つの主権国家」として承認される可能性は消滅した。ヘンリー・アダムスは、「奴隷解放宣言は、歴史上の全ての戦勝や外交を足し合わせたものよりも、偉大なものを私たちにもたらしてくれた」と、解放宣言をたたえた。

## 南北戦争後
南北戦争が終結する直前、共和党の奴隷制度廃止派は、奴隷解放宣言が軍事的な指令であるなら、戦争が終結すると同時に無効になるのではないかと心配した。また彼らは、宣言によって解放される奴隷たちだけでなく、米国全土の奴隷たちの解放を確実なものにしたいと焦っていた。
そのため、リンカーンは、国民統一党から出馬した1864年大統領選挙のための選挙運動では、アメリカ合衆国の全ての奴隷を解放する憲法修正条項案をアピールした。メリーランド州とミズーリ州の各州で新たに奴隷制度が廃止されたことで、リンカーンの選挙運動は助長された。メリーランド州の新しい憲法は1864年11月1日に公布され、州の奴隷制度を廃止していた。
民主党候補のジョージ・マクレランを破り再当選したリンカーンは、第39回目の議会が開会するのを待たず、前期から残っていた第38回目の議会に、直ちに新しい憲法修正条項案を承認させた。1865年1月31日、米国の議会は各州の議会に、米国内と領土内の全ての奴隷制を禁止する、米国憲法第13修正を提出した。同年12月6日までには、修正条項が採択される条件を満たす数の州から承認されていた。実際に修正条項が採択された頃には、ケンタッキー州のみがまだ解放されていない奴隷たちがいる州であった。